# 게르하르트 폰 릴레

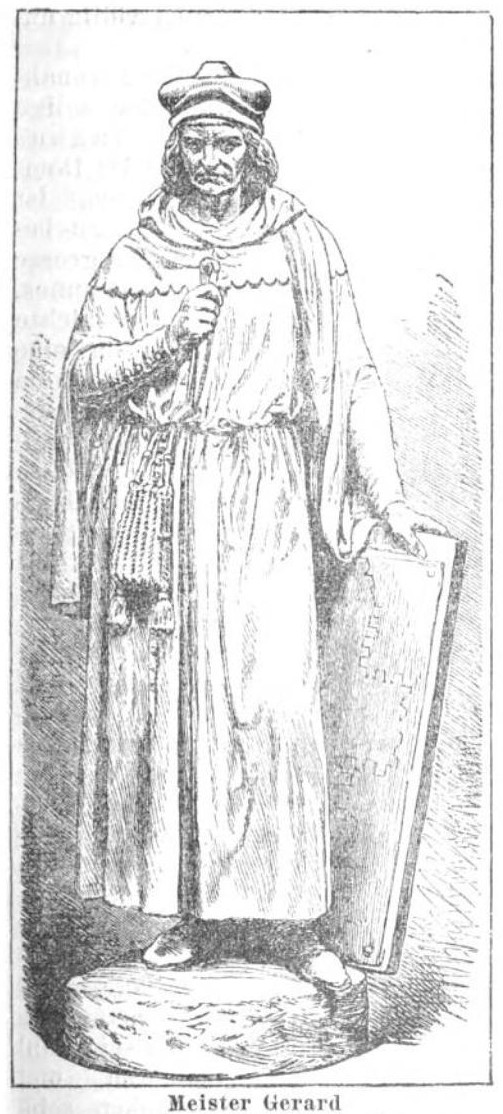

게르하르트 폰 릴레(Gerhard von Rile 또는 마이스터 게르하르트, Meister Gerhard, 1271년 4월 24일 또는 25일 사망)는 쾰른 대성당의 첫 건설 총 책임자였으며 대성당의 초기 원 설계도를 그린 건축가이다.

## 같이 보기
- 쾰른
- 모젤